# Boulevard Garibaldi
De Boulevard Garibaldi is een boulevard in het 15e arrondissement van de Franse hoofdstad Parijs.

## Geschiedenis
Op 10 november 1885 kreeg een deel van de Boulevard de Grenelle de naam boulevard Garibaldi, ter ere van Giuseppe Garibaldi (1807-1882). Dat gebeurde omdat deze Italiaanse vrijheidsstrijder na het verenigen van Italië had deelgenomen aan de verdediging van Frankrijk in de Frans-Duitse Oorlog. 
Op de plaats van de Boulevard Garibaldi en de Boulevard de Grenelle lag aanvankelijk de Muur van de Belastingpachters, die werd gesloopt in het kader van de plannen die de stedebouwkundige Baron Haussmann in opdracht van Napoleon III liet slopen om zo de ruimte te creëren die nodig was om de bekende Parijse boulevards aan te leggen.